# Stade de Junco
Le Stade de Junco (en portugais : Estádio do Junco), également connu sous le nom de Stade municipal Plácido Aderaldo Castelo (en portugais : Estádio Municipal Plácido Aderaldo Castelo) et surnommé le Juncão, est un stade de football brésilien situé à Junco, quartier de la ville de Sobral, dans l'État du Ceará.
Le stade, doté de 10 000 places et inauguré en 1969, sert d'enceinte à domicile à l'équipe de football du Guarany Sporting Club.

## Histoire
Le stade ouvre ses portes en 1969 sous l'administration du maire de l'époque, Jerônimo Medeiros Prado, qui a nommé le stade en l'honneur d'un ancien gouverneur de l'État, Plácido Aderaldo Castelo. Il est inauguré en 1970 lors d'une rencontre entre le Guarany de Sobral et l' América de Fortaleza.
L'éclairage du stade est inauguré quelques années plus tard, commandé par le président de l'association sportive de Sobral, Lewan Albuquerque Lustosa (pendant l'administration du maire José Parente Prado entre 1973 et 1977).
En 1999, pendant l'administration du maire Cid Ferreira Gomes, le stade est rénové.
Une seconde rénovation a lieu en 2011, le Juncão devenant alors un des stades les plus modernes du pays (avec un tableau d'affichage ultramoderne, des tourniquets électroniques, un vestiaire climatisé pour l'arbitrage des femmes et une salle de presse).

## Galerie

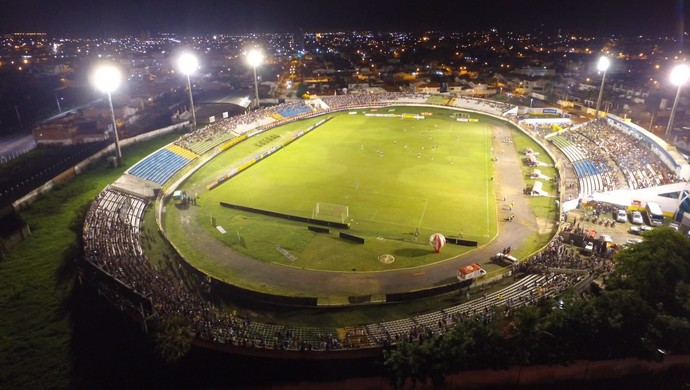
Vue aérienne du stade